# Virginia (Illinois)
Virginia je grad u američkoj saveznoj državi Ilinois. Prema popisu stanovništva iz 2010. u njemu je živjelo 1.611 stanovnika.